# Дроб’язгіна Валентина Іванівна
Валентина Іванівна Дроб'язгіна (нар. 24 травня 1947, Львів — пом. 13 жовтня 2017, Харків) — українська композиторка, викладачка, музично-громадська діячка. Членкиня Національної спілки композиторів України (1973). Лауреатка Муніципальної премії ім. Іллі Слатіна (2004), Лауреатка Премії ім. В. С. Косенка (2011).

## Біографія
Валентина Дроб'язгіна народилася 24 травня 1947 року у Львові. У 1971 році закінчила Харківський інститут мистецтв по класу композиції В. Борисова.
Викладала музично-теоретичні дисципліни в Луганському музичному училищі від 1971 року. Упродовж 1972—1973 років працювала викладачкою в Харківському культурно-освітньому училищі. Від 1973 року викладала у Харківському університеті мистецтв, спочатку на посаді викладачки, згодом старшої викладачки (1983) та доцента (1995) кафедри композиції та інструментування.
У 1981 році пройшла асистентуру-стажування у Київській державній консерваторії по класу композиції та інструментування Мирослава Скорика.
Членкиня Національної спілки композиторів України (1973). Лауреатка Муніципальної премії ім. Іллі Слатіна (2004), Лауреатка Премії ім. В. С. Косенка (2011).
Пішла з життя 13 жовтня 2017 року у Харкові. Похована у Полтаві.

## Основні твори
- Варіації для струнного квартету (1967);
- дивертисмент для камерного оркестру (1969);
- концерт для фортепіано з оркестром (1971);
- токата (1973), соната (1978), сюїта «Знаки Зодіаку» (1995) для фортепіано;
- камерна сюїта для 11-ти інструментів та фортепіано (1977);
- кантата для хору та інструментального ансамблю «Час кращих» на сл. М. Асєєва і М. Свєтлова (1979);
- фреска «Софія Київська» для симфонічного оркестру (1981);
- дитячий балет «Руки, ноги, черевички» (1994);
- хоровий концерт «Травневий сад» (1998);
- 4 п'єси в стилі фольк-джаз «Весняні барви» для фортепіано, голосу та дзвіночків (2000);
- «Український триптих» на сл. Т. Шевченка та Л. Талалая (2003), «Сум'яття душі» на сл. О. Романовського (2007) для мішаного хору без супроводу;
- п'єси для оркестру народних інструментів, естрадних та джазових оркестрів;
- хори без супроводу на сл. С. Єсеніна, Л. Завальнюка, І. Бондаренко;
- твори для дітей — хорові та сольні пісні в супроводі фортепіано, п'єси для різних інструментів (скрипка, фортепіано, валторна, тромбон), фортепіанні ансамблі в 4 руки та ін.

## Основні праці
- Веселі пісеньки: зб. хорів для дітей мол. шк. віку / В. Дроб'язгіна. Київ: Муз. Україна, 1976. 30, [2] с.

- Оркестр бароко: метод. реком. для студ. істор.-теор. ф-ту. Харків, 1991.
- Деякі риси оркестрового стилю М. Равеля // Актуал. проблеми муз. і театр. мистецтва. Мистецтвознавство, педагогіка та виконавство: мат. міжвузів. наук.-пед. конф. 22–23 груд. 1999. Харків, 1999. С. 49-51.
- Дроб'язгіна В. І. Зелений Харків: «У зеленому полоні ти лежиш, як на долоні…» / муз. та сл. В. Дроб'язгіної // Розмова з містом: вок. тв. харків. композиторів / [передм. М. Стецюн (упоряд.), А. Перерва]. С. 56-63.

## Музична Шевченкіана
- Хорові твори a capella: «Єсть на світі доля») з поеми «Катерина»;
- «Світає» (з поеми «Сон»);
- «Барвиста стрічка»: вокальний цикл для сопрано та фортепіано на народні тексти та тексти Т. Шевченка «Тече вода в синє море» (Думка), «Тече вода з-під явора», «Все йде, все минає…» (Гайдамаки).